# Gymnosiphon bekensis
Gymnosiphon bekensis är en enhjärtbladig växtart som beskrevs av Letouzey. Gymnosiphon bekensis ingår i släktet Gymnosiphon och familjen Burmanniaceae. Inga underarter finns listade i Catalogue of Life.

## Bildgalleri

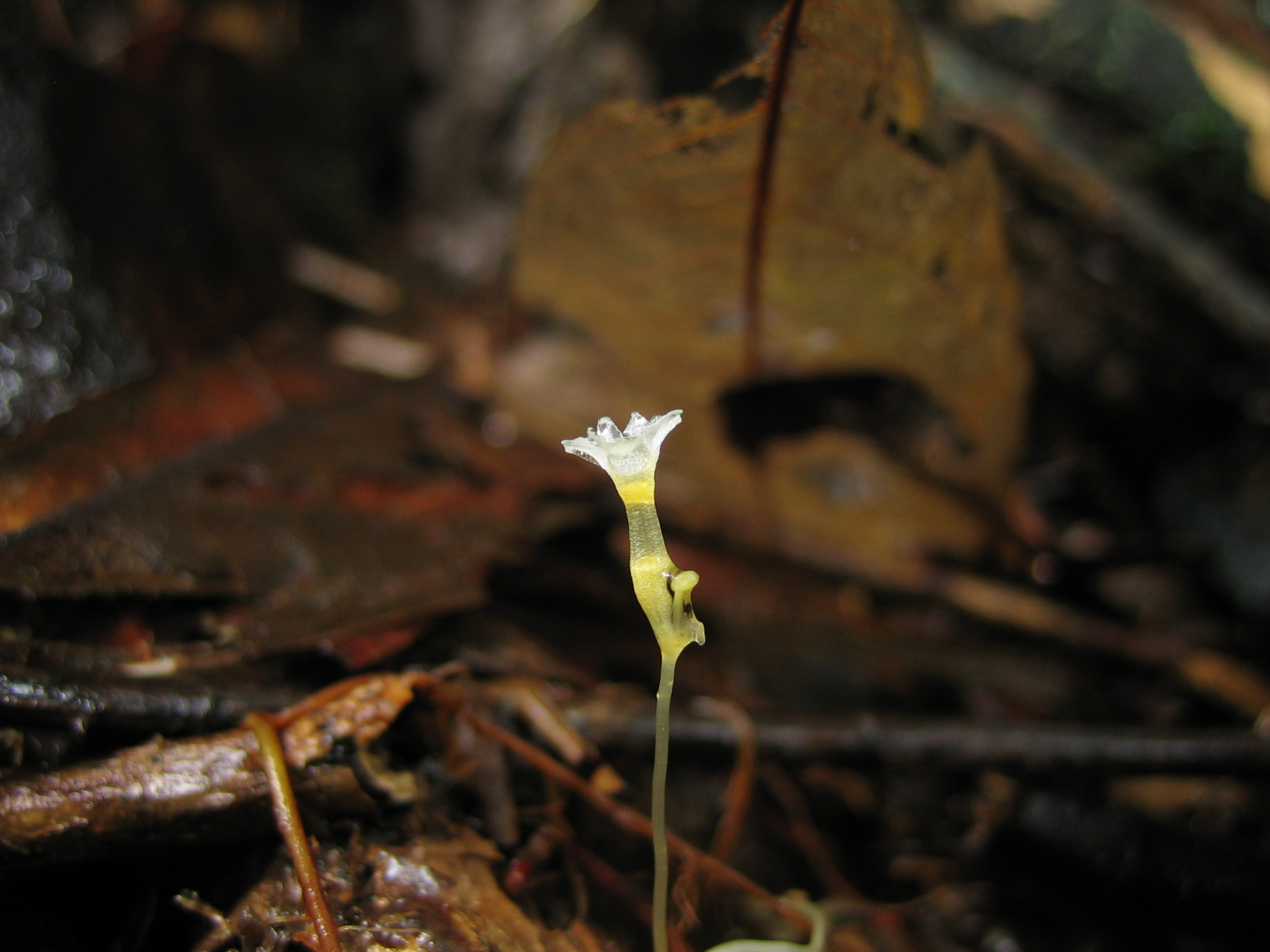
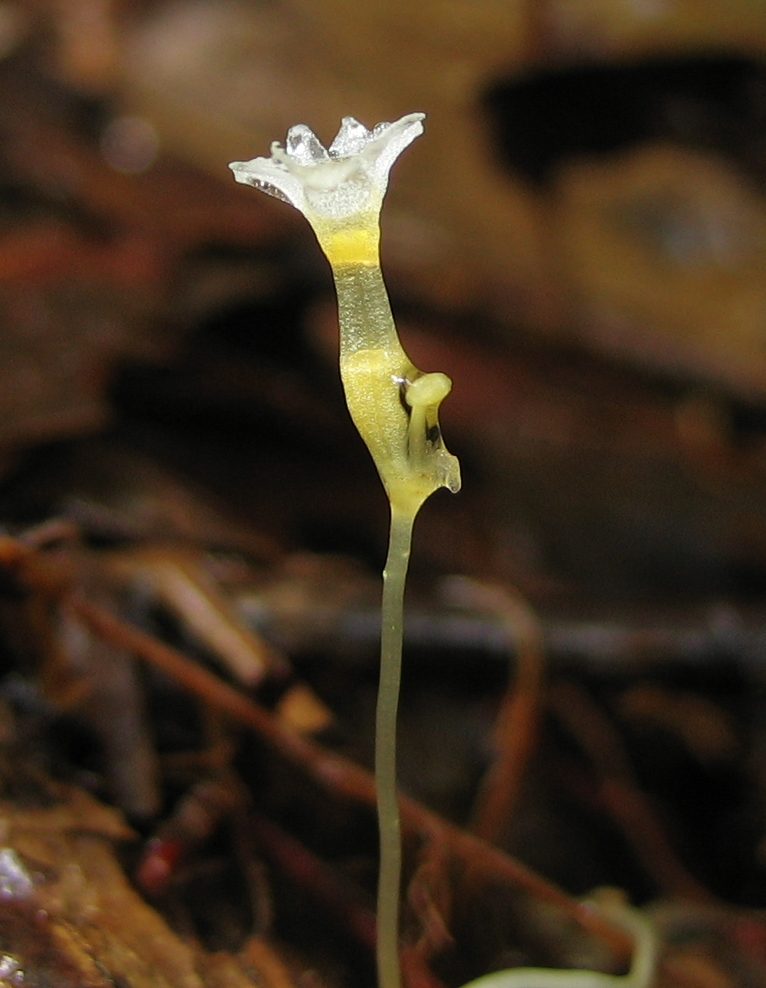